# Pedro de Ribera
Pedro de Ribera, španski baročni arhitekt, * 4. avgust 1681, † 1742, Madrid.

## Življenjepis
Ribera je delal skoraj izključno v Madridu v prvi polovici 18. stoletja. Bil je učenec Joséja Benita de Churriguere (ustvarjalca sloga churriguerizem). Za svojim mojstrom velja Ribera za enega najpomembnejših arhitektov poznega baroka v Španiji. V Madridu, prestolnici Španije, je zasnoval izjemno količino del kot so mestni mostovi, palače, monumentalne fontane, cerkve in različne javne zgradbe, mnoge od njih je še vedno mogoče videti.
Med letoma 1718 in 1719 je bil poročnik major, mojster del in virov Madrida, ko je po njegovi smrti nasledil Theodora Ardemans. Ta položaj mu je omogočil njegov sloves in mu dovolil, da zasede tako pomembno mesto na dvoru, kljub jasni preferenci kralja Filipa V. vrsti tujih arhitektov, ki so delali v Madridu v 1720-tih.
Mnoge izmed Riberovih stvaritev so bile uničene ali spremenjeni kasneje, zlasti v 18. stoletju, ko je neoklasicizem postal popularen. Riberov arhitekturni slog je napadel eden najvplivnejših umetniških učenjakov Antonio Ponz.

## Dela
Veliko urbanih izboljšav, ki so bile razvite v Madridu v osemnajstem stoletju je podpisal arhitekt, zahvaljujoč podpornikom, od katerih je bil zelo pomemben župan prestolnice Marquis de Vadillo. Izvedene so bile javne zgradbe, palače, fontane, cerkve, mostovi in tudi projekt za izgradnjo nove Kraljeve palače v Madridu, čeprav je bil na koncu izbran projekt Italijana Filippa Juvarre. Seznam njegovih končanih projektov je, kot sledi:
- Paseo Nuevo. Puerta de San Vicente (1726–1727)
- Ermita de Nuestra Señora del Puerto (1716–1718)
- Cuartel del Conde-Duque (Guardias de Corps) (iniciado en 1717)
- Puente de Toledo (1718–1732)
- Iglesia de Nuestra Señora de Montserrat (1720)
- Real Hospicio del Ave María y San Fernando (1721–1726)
- Iglesia de San Cayetano (1722–1737)
- Iglesia de San José (1730)
- Portada de la capilla del antiguo Monte de Piedad de Madrid (1733)
- Real Seminario de Nobles (finalizado en 1725)
- Fuente de la Mariblanca (1726)
- Puente Verde (1728–1732)
- Puente sobre el Abroñigal (1729–1732)
- Carmelitas Descalzas (1730–1742)
- Monasterio de Uclés (1735)
- Teatro de la Cruz (1743)
- Camino nuevo del Escorial (1737)
- Palacio de Torrecilla (1716–1731)
- Palacio del marqués de Miraflores (1731–1732)
- Palacio de Santoña (1730–1734)
- Palacio de Perales (1732)
- Fuente de la Fama (1738–1742) - večkrat prestavljena na različne lokacije
- Iglesia del convento de las Escuelas Pías de San Antón; v veliki meri spremenjena v času neoklasicizma, vključno s celotno prenovo fasade.

Dolgo so mu pripisovali tudi avtorstvo stolpa v novi stolnici Salamanca, vendar je bila to napaka zgodovinarja Joséja Camona Aznarja.

## Slike
- Puente de Toledo (1718–1732)
- Puente de Toledo – baročni kip
- Fuente de la Fama (1738–1742)